# Venecia (Costa Rica)
Venecia è un distretto della Costa Rica facente parte del cantone di San Carlos, nella provincia di Alajuela.